# Bach und Schluchtwald bei Untermässing
Der Bach und Schluchtwald bei Untermässing ist ein Naturschutzgebiet bei Untermässing, einem Gemeindeteil der mittelfränkischen Stadt Greding im Landkreis Roth in Bayern.

## Lage
Das Naturschutzgebiet liegt im Naturpark Altmühltal etwa 2 Kilometer nordöstlich von Untermässing und 1,5 Kilometer südlich von Obermässing. Es liegt im Tal des Kreuzfeldgrabens zwischen den Bergen Bürschelleite und dem Katzenberg.

## Beschreibung
Das Gebiet ist ein ausgewiesenes, 12.2 Hektar großes Naturschutzgebiet und trägt die Katasternummer NSG-00447.01. Es ist Bestandteil des Fauna-Flora-Habitat-Gebiets Trauf der südlichen Frankenalb (FFH-Nr. 6833-371; WDPA-Nr. 555521725) und des Landschaftsschutzgebiets Schutzzone im Naturpark Altmühltal (LSG-Nr. LSG-00565.01; WDPA-Nr. 396115).
Das Naturschutzgebiet liegt in einem bewaldeten Albtraufhang am Oberlauf des Kreuzfeldbaches, eines Seitenbaches der Schwarzach. Der Bach entspringt im Quellbereich des Ornatentons. Er durchläuft die geologischen Schichten des Albtraufs und hat sich teilweise tief in diese eingegraben. Der Bach wird aus mehreren Quellhorizonten gespeist. Immer wieder findet man hier an den Quellaustritten Kalktuffbildungen die sich als flächige und moosbewachsene Tuffterrassen ausgebildet haben. Die Terrassen verdanken ihre Entstehung dem im Quellwasser gelösten Kalk, der an Moosen abgeschieden wird und die Bachläufe in dicker Schicht überzieht.
Am Oberlauf des Baches befand sich bis 1912 die Notwasserversorgung von Österberg. In trockenen Jahren transportierten die Bauern das gute Quellwasser im Burschl mit Hilfe von Tiergespannen in den Ort.

## Flora und Fauna
Im Oberhang stocken auf den steilen Hängen eindrucksvolle Schluchtwälder, im Unterhang wachsen gemischte Erlen-Eschen-Feuchtwälder. Im waldfreien Unterhang säumen den Bach lichte Gehölze mit Auwaldcharakter. Diese verzahnen sich kleinräumig mit Flachmoorbereichen und Quellvernässungen. Hier finden sich Orchideen, Prachtlibellen, Springfrösche und andere seltene Tier- und Pflanzenarten.

## Sinterterrassen im Heinrichsgraben

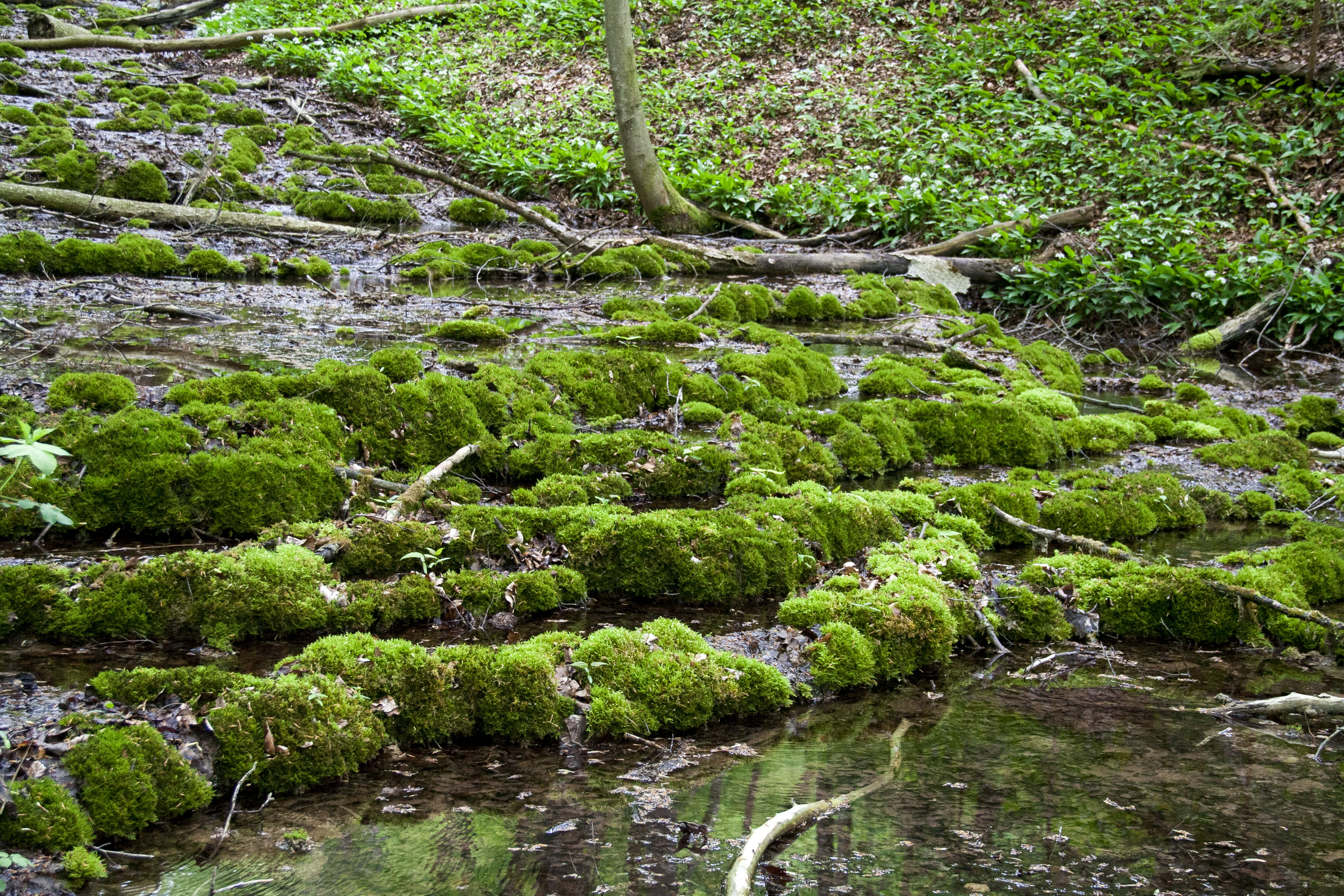
Sinterterrasse im Heinrichsgraben

Etwa 1,5 Kilometer südlich befindet sich ein ähnlicher Taleinschnitt. Der Heinrichsgraben ist als Geotop und Geschützter Landschaftsbestandteil ausgewiesen.
Hier im Heinrichsgraben entspringt an der Malmuntergrenze eine kalkreiche Quelle, die den kleinen Schmiedackerbach im Graben speist. Durch den hohen Kalkgehalt kommt es auf ungefähr 100 Meter Länge zu Tuffausfällungen in kleinen bemoosten Kaskaden.

## Zugang
Das Naturschutzgebiet ist ganzjährig frei zugänglich. Ein minderbefestiger Weg führt am Bachlauf entlang und ist als Wanderweg markiert.
Im Frühjahr ist wegen der Blühaspekte und der artenreichen Vegetation ein Besuch lohnend. Parkmöglichkeiten befinden sich vor Ort keine.

## Bildergalerie

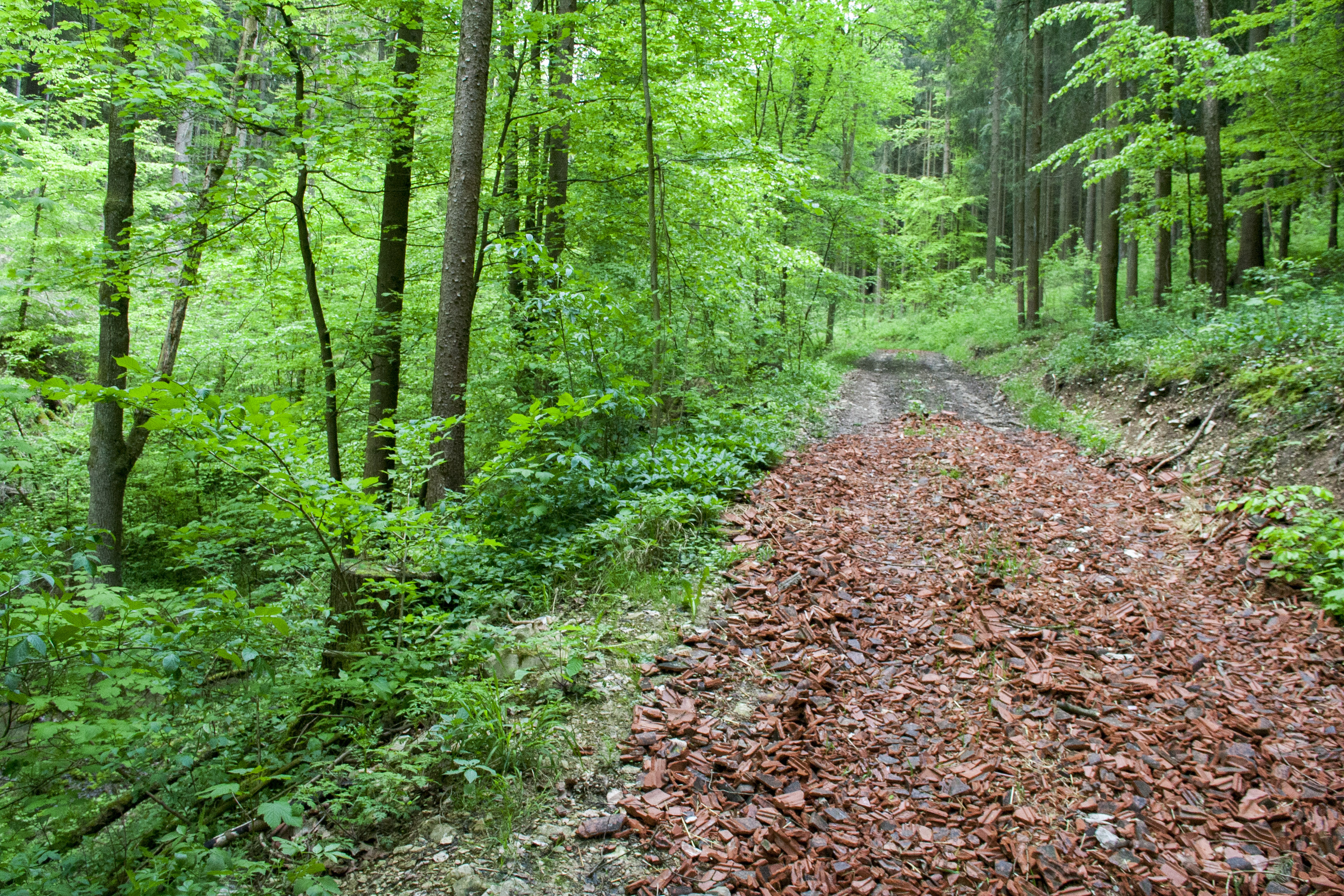
Der Wanderweg durch das NSG
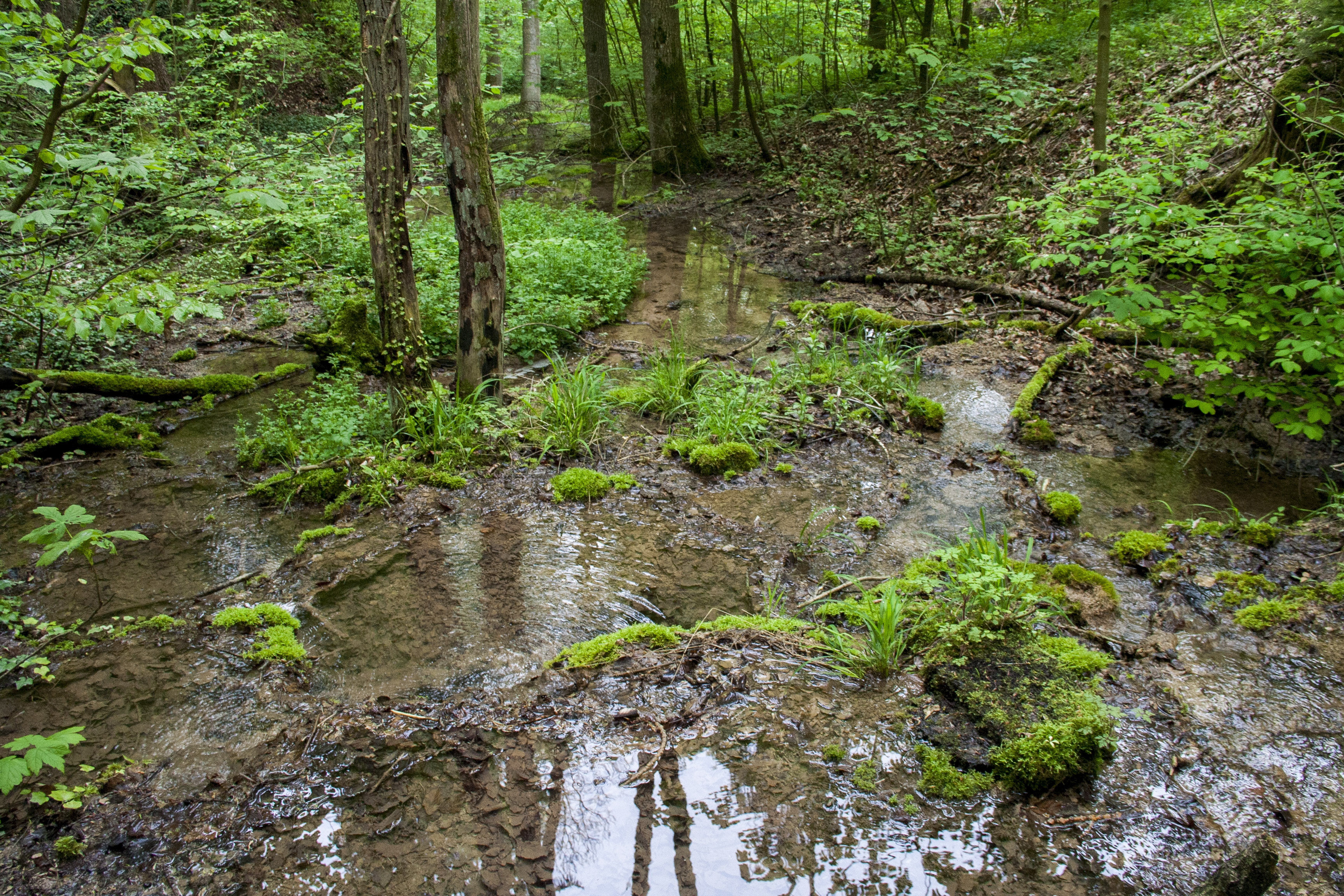
Kalktuffterrassen
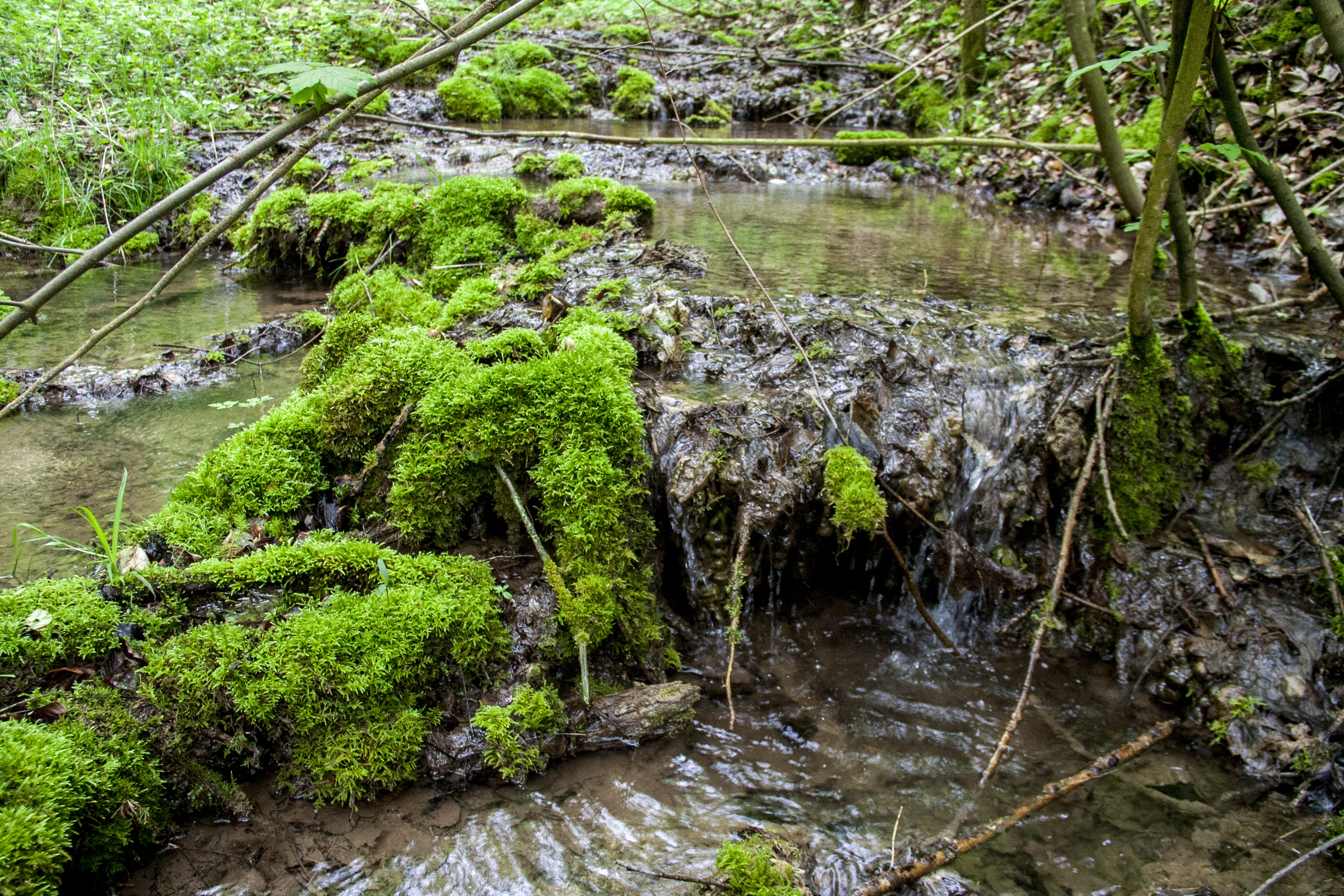
Kalktuffterrasse, Detailansicht
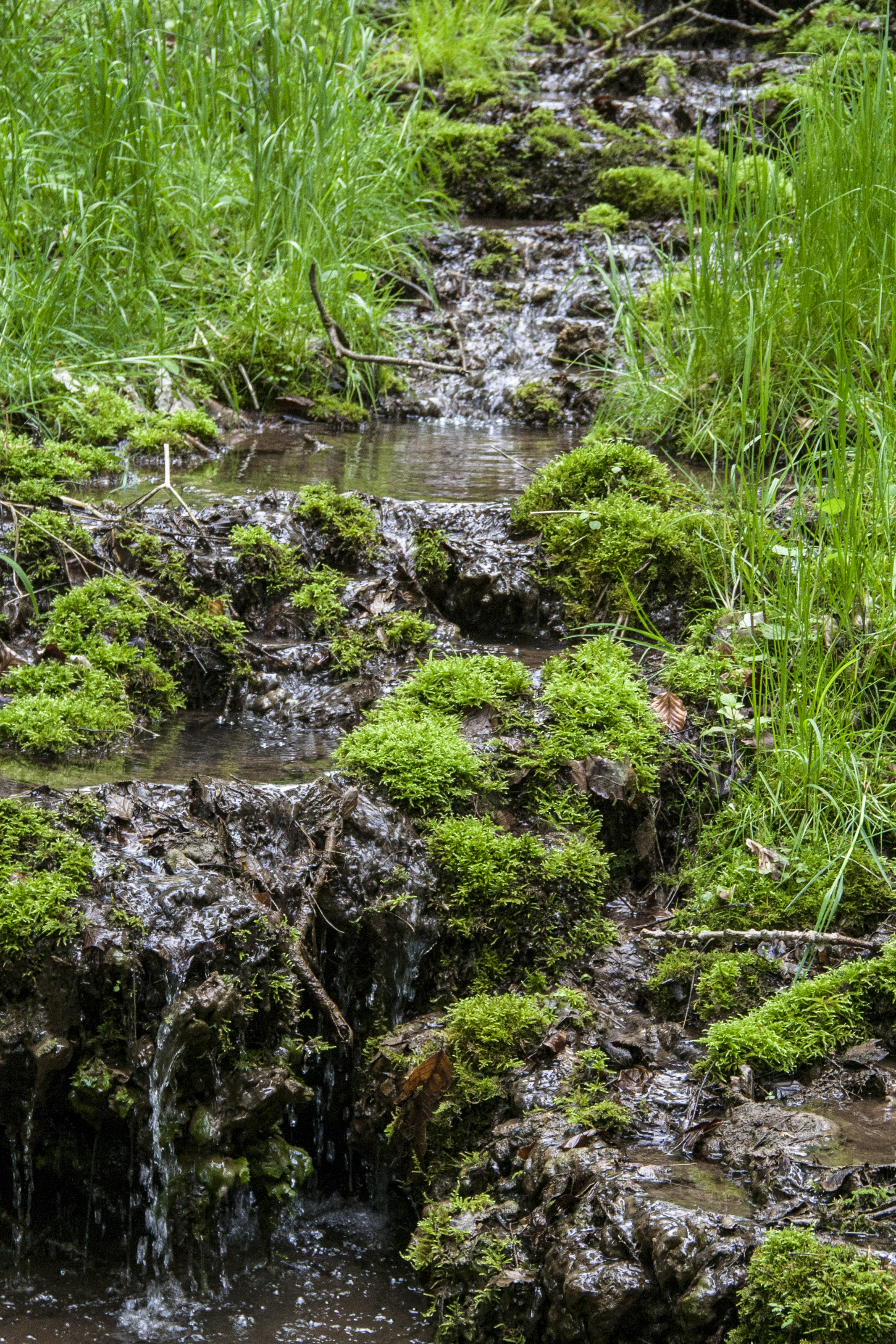
Bachlauf, versintert
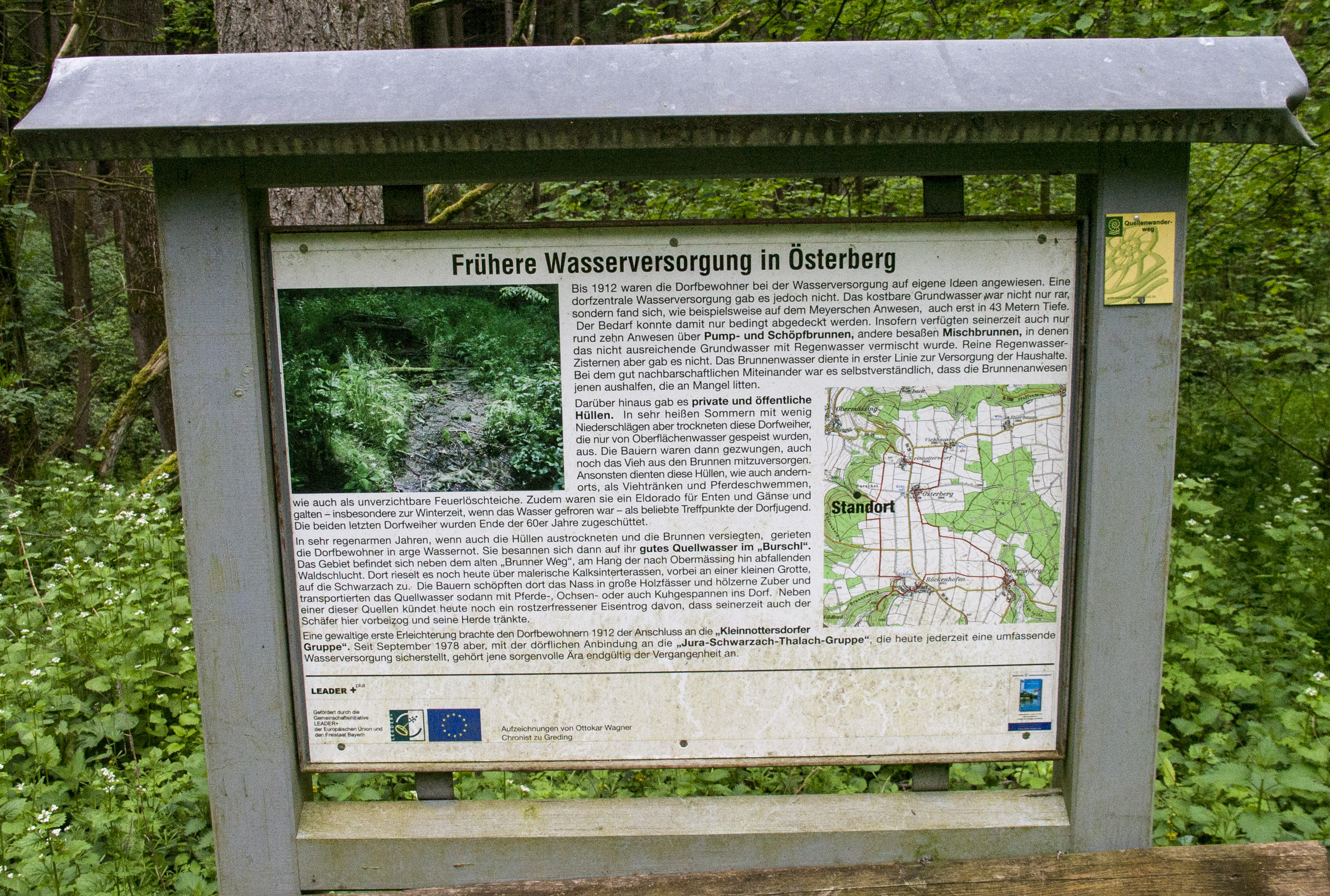
Infotafel